# Greg Phillinganes
Gregory Arthur Phillinganes (Detroit, 12 maggio 1956) è un tastierista e cantautore statunitense.
Ha collaborato nelle vesti di turnista con Stevie Wonder, Eric Clapton, Toto e David Gilmour. Nel 1978 ha iniziato una collaborazione con Michael Jackson e con The Jacksons durata circa 30 anni. Negli anni '80 ha pubblicato due album solista. Il pianoforte è (insieme alla tastiera) lo strumento che ha suonato nel sottofondo dei due episodi della serie animata Siamo fatti così.

## Discografia

### Da solista
- 1981 – Significant Gains
- 1984 – Pulse

### Toto
- 2006 - Falling in Between
- 2007 - Falling in Between Live

### Collaborazioni
- 2017 – David Gilmour – Live at Pompeii